# きょうふのキョーちゃん
『きょうふのキョーちゃん』とは、フジテレビのバラエティ番組、『ダウンタウンのごっつええ感じ』内で放送された松本人志原作のアニメである。フジテレビ系列初のデジタル制作アニメ。そのグロテスクな描写などから、打ち切られたため未完、現在まで商品化及び配信化されていない。

## 概要
本作のコンセプトは「普通のアニメでは出来ないことをやろう」というもの。画風は一見児童アニメ風でコミカルなものだが、血肉や内臓が飛散するスプラッターかつグロテスクな描写や、露骨な下ネタや性表現、他局番組や有名人をモデルにしたキャラクターが痛烈に皮肉られ書き下ろされたりするなど、極めて過激かつブラックな内容となっている。
7話で放送終了。この記録は、東京キー局のアニメとしては『ドン・ドラキュラ』に次ぎ2位だが、『ドン・ドラキュラ』は一部地域では8話まで放送されソフト化もされているため、正確な放送回数や総放送時間の短さでは日本一。
その後も『ごっつええ感じ』のシリーズはDVD化されているが、本作は内容がブラックだったことも影響して現在まで商品化及び配信化されてはいない。
なお、原作者の松本人志は後にこのアニメでネタにした田原総一朗や『笑点』のメンバーなどとダウンタウンの番組で共演を果たしている。

## ストーリー
第1話：電気屋さんは大騒ぎの巻（1994年11月13日）
母におつかいを頼まれ、電球を買いに大型電器店にやってきたシンイチとキョーちゃん。シンイチが価格が最も安い電球を1個しか買わず、さらに1万円札しか持っていなかったことに対し店員の中年男（店長?）は「1万円を出しておいて、一番安い電球1個だけしか買わないのか」「あんたみたいなのが大人になるんじゃ、日本の将来はお先真っ暗だ」などと激しく嫌味を言う。それを見たキョーちゃんは、店員に対し種々の電化製品を駆使して制裁を加え、惨殺してしまった。
第2話：あこがれの大スターの巻（1994年11月27日）
フジテレビにやってきたシンイチとキョーちゃん。シンイチはつまづいて転んだところに大スターの松本には手を差し出され、その上サインをしてもらい、大感激。しかし、その後現れた浜田にはサインを断られた上に「なんでこんなクソガキにサインやらなあかんねん!」と苛められる。そこで怒ったキョーちゃんは浜田を殴って天高く吹っ飛ばした上、さらには落下してきたところをスカトロ攻撃でとどめを刺すのであった。
第3話：プロレスだよ全員集合!!の巻（1994年12月11日）
東京ドーモで行われるプロレスラーのジャントニオ・イバ対獣神アンター・ダレダーの試合を観戦しにきたシンイチ&キョーちゃん。シンイチの応援するイバは、チョップで自分の頭を叩くなど自滅を繰り返し窮地に陥ったため、キョーちゃんが助けに入り、ダレダーを倒す。さらに、止めに入った他のプロレスラーたちも次々とラリアットやエルボーなどの技で倒していき、男女問わずわいせつ行為に及ぶなど、試合をめちゃくちゃに荒らした。その後、イバに感謝されたキョーちゃんであった。
プロレスラーの入場曲には本物を使用している。
第4話：大好き!紅白歌合戦の巻（1994年12月18日）
12月31日の大晦日（年越し）。紅白歌合戦を家で見ていたシンイチは、応援していた紅組が白組に負けそうになっていることを知って心配気味。それを聞いたキョーちゃんは会場のMHKホールに乱入し、司会者や白組歌手たちを次々と血祭りに上げ（ただし和口アキ子には「あたしは紅組だよ!」と凄まれ、恐れて手を出さなかった）、白組の勝利を阻止するのであった。
劇中では篠原も登場し「恋しさと せつなさと 心強さと」を歌っていたが、シンイチに「誰これ?」とあしらわれた。篠原は実際にこの年の紅白に出場し、同曲を歌っている。
第5話：ハブ・ア・ナイス・デー!ビッキーさんの巻（1995年1月22日）
シンイチが登校中に、突如レポーターのビッキーが現れ、英会話を強要してくる。それを拒否したシンイチはビッキーに襲われるが、間一髪のところをキョーちゃんに救われる。ビッキーは、キョーちゃんにスタジオまで吹っ飛ばされてホクトメに激突。そこへ、ビッキーとホクトメの日頃の態度についての不満を持っていた番組スタッフが怒りを爆発させ、2人とも観客の面前でボコボコに殴られるのであった。
第6話：朝まで血みどろ生テレビの巻（1995年2月12日）
テレビ番組「翌朝まで生テレビ」を観覧しにやって来たシンイチとキョーちゃん。出演している様々な著名人たちが議論を交わす中、シンイチはレポーターから日本の政治問題について問われる。しかし、答えられずに出演者たちから「そんなことも分からないのか、バカ!」などと罵声を喰らい何も言えずキョーちゃんに助けを求める。そこでキョーちゃんが頭からガトリング砲を取り出し、レポーターの胸を揉みながら出演者達を射殺していった。
第7話：笑店は笑いすぎの巻（1995年3月5日）
「笑店」を見にやって来たシンイチとキョーちゃん。とん平だけうまく笑いが取れず、他のメンバーに責め立てられているのを見たシンイチは気の毒に感じる（シンイチだけは笑うものの、キョーちゃんを含めた他の観客は殺意を示す）。シンイチの様子を見たキョーちゃんは、途中まで他の観客と同じ反応をしていたのにも関わらず、手の平を返すかのように、アソコを晒してメンバー達に小便をかけまくる。そこで、司会の円楽も「俺だって負けないくらい立派なモン持っているぞ!」と負けじとアソコを晒して小便で応戦、会場中小便まみれになり、最後にはその場が文字通り小便の海と化してしまう。
最後にはいつも通り、シンイチのオチの一言後「つづく」とエンドマークが表示されたが、この回で打ち切りとなった。

## キョーちゃん
『オバケのQ太郎』のパロディキャラクター。鋭い目つきは小須田和彦番組プロデューサー（当時）をモデルにしたもので、髪の毛はモヒカン風。出っ歯が生えていて、人間の言葉は理解できるものの話すことはできず、常に獣のように咆哮している（ただし、意思の疎通は出来るようである。また、声を当てている声優は不明である）。エイリアンのような粘液質の音を出して常にカメラ目線で移動し、歩いた後には必ず粘液のようなものが残っている。オープニングで「恐本（きょうもと）」という名字が出てくる。
好きな食べ物は豚足で、それを食べると犬歯が抜けてそこから足が生えて早く走ることができ、さらには後頭部から巨大な筋肉質の腕が生えてきたり、モヒカンを翼のようにはばたかせ飛行することもある。最終話では、巨大な陰茎も披露した（モザイク加工あり）。シンイチとは親友で、彼や彼が肩入れする人物が窮地に陥ると必ず助ける。が、そのためとあらば敵対する人物を周囲関係なく残酷な手段を用いて殺したり、女にわいせつ行為を加えるなど手段を選ばない。オチではシンイチがストーリーの成り行きに対し、突っ込み的な一言で締めくくられてアニメは終わる。

## 登場人物
シンイチ（声：岩坪理江）
キョーちゃんの親友。将来は科学者になりたいらしい。見かけによらず毒舌で、キョーちゃんがことごとく巻き起こす惨状にも平然としている性格。お笑いには割りと厳しい。
シンイチの母（声：鈴木みえ）
ほぼ声のみの出演。第4話では夫共々、後ろ姿のみ登場した。

### ゲスト
電器店の店員（声：富山敬）
神経質で嫌味な性格。キョーちゃんによって本アニメ中最も残酷に殺された。
松本人志（声：子安武人）
綺麗な女性ファンに常にモテモテの、煌びやかな衣裳を身にまとった二枚目スター。大阪弁で話し語尾は「よってに」。
浜田雅功（声：田中一成）
不細工な女性ファンが多く、キャラクターは本人に近い。マネージャーにも「はよ、車を回して来んかい!」と怒鳴るなど、性格はかなり高圧的。キョーちゃんを怒らせた人物にしては珍しく、殺されてはいない。オチでは、無様な姿を見たシンイチから「それじゃ、笑えないよ！」と笑われた。
張出伊知郎（声：相沢正輝）
異様に巨大な鱈子唇が特徴の実況アナウンサー。古舘伊知郎がモデル。
ジャントニオ・イバ（声：塩屋浩三）
30年のキャリアを持つプロレスラーだが、よぼよぼで繰り出す技は自分に当たってしまう。オチでは、キョーちゃんに「君のおかげで勇気が出たよ。これからも頑張れそうだ」と感謝の念を示すが、シンイチに「もう辞めた方がいいよ」と言われてしまう。ジャイアント馬場、アントニオ猪木がモデル。
獣神アンター・ダレダー
覆面レスラー。キョーちゃんにボコボコにされ、マスクを剥がされた（シンイチによれば「結構不細工」）。獣神サンダー・ライガーがモデル。
アノトキノ・ハボキ（声：大滝進矢）
解説者。顎が異様に長く、牛の角のように丸まっている。最後はキョーちゃんによって実況席に投げ飛ばされてきた大牟田厚に張出伊知郎と共に下敷きに。アントニオ猪木がモデル。
ツルタ（声：塩屋浩三）
キョーちゃんを止めようとして逆にキックを顔面にくらう。ジャンボ鶴田がモデル。
ハンテン
キョーちゃんからラリアットをくらう。スタン・ハンセンがモデル。
集中力
キョーちゃんに目潰しを食らった。長州力がモデル。
キューティー鈴木
女子レスラー。キョーちゃんに、乳房を噛まれ喘いでいた。
藤原組長
キョーちゃんにまんぐり返しを食らった上、股間を噛まれ喘いでいた。藤原喜明がモデル。
大牟田厚
キョーちゃんにスリーパーホールドを食らった上、実況席に向かって投げ飛ばされた。大仁田厚がモデル。
ジャッジ・公平（声：吉水孝宏）
レフェリー。キョーちゃんに注意を促した直後、口を裂かれた。大阪弁をしゃべる。
万昌夫（声：大山高男）
"芸能界・歌う借金王"の肩書きを持つ。歌の最中キョーちゃんに黒子を取られ、そこから大量出血した。千昌夫がモデル。
和口アキ子（声：鈴木みえ）
巨大な体格で、キョーちゃんを威圧、罵倒した。キョーちゃんも恐れをなして、手を出すことができなかった。この作品で唯一キョーちゃんが勝てなかった相手。和田アキ子がモデル。
小森幸子（声：鈴木みえ）
衣装の準備中にキョーちゃんと激突し、感電した。小林幸子がモデル。
アナウンサー（声：古田信幸）
乱入してきたキョーちゃんに女性司会者ともども握り潰される。
西島三郎（声：緒方賢一）
キョーちゃんの出現にもかかわらず、マイペースで「与作」を歌唱。強風レベルの鼻息はキョーちゃんを吹き飛ばすほどの威力。最後は、鼻の中に入って行ったキョーちゃんによって木端微塵に。北島三郎がモデル。
ビッキー（声：緒方賢一）
通行人に英語の勉強を強要し、セクハラや暴力行為に及ぶ。普段は片言だが、CM中はヤクザ風の流暢な関西弁。また、サンコンと間違えられるのを非常に嫌う。舌を触手のように伸ばす。アントン・ウィッキーがモデル。キョーちゃんに歯と舌を引っこ抜かれたが、殺されるまでには至らず、ホクトメのいるスタジオへ吹き飛ばされ、ホクトメともども、スタッフ一同によって袋叩きにされる。
OL（声：松井菜桜子）
通勤中にビッキーの毒牙にかかり、英語の嬌声を上げた。
ホクトメ（声：堀内賢雄）
朝の番組の司会進行役。ビッキー同様、カメラの回っていない間は傍若無人に振舞い、スタッフから恨みを買っている。最後には、ビッキーともども、スタッフ一同によって袋叩きにされる。福留功男がモデル。
AD（声：長島雄一）
ホクトメに無意味に殴られるなど、不満をためていた。それを晴らすようにCM中にホクトメとビッキーを観客の目の前で叩きのめした。
田原総一朗（声：有本欽隆）
司会だが、討論者に対しては「うん、分かる」などといい加減な相槌を打つのみ。シンイチに対しては「バカかお前!?」と罵倒した。
マシゾエ（声：堀内賢雄）
東京大学卒で異常に頭が大きく、脳髄をさらけだすという特技(?)を持つ。舛添要一がモデル。シンイチに対しては「東大に行ってみろ、バカ！」と罵倒した。
野坂昭如（声：大山高男）
直木賞受賞者。番組の本番中にもかかわらずウイスキーを飲んだくれている（元ネタは「サントリーGOLD900」のCM）。シンイチに対しては「酒飲んでみろバカ」と嘔吐しながら罵倒した。
オジマ（声：長島雄一）
カンヌ映画村で賞をとったことがある映画監督。女優（小山明子）を妻にしていることを自慢している。大島渚がモデル。栗本とは口論になる。シンイチに対しては「女優とやってみろバカ野郎!」と罵倒した。
栗本慎一郎（声：山崎たくみ）
カツラを被っている。金をちらつかせ、自分はモテると豪語する。妻の自慢ばかりをするオジマに対し「お前、たまには映画撮れよ」と言い放つ。シンイチに対しては「そんなこともわかんねーのか、バカ！」と罵倒した。
田丸美寿々（声：一城みゆ希）
子供であるシンイチに難解な政治議論を振るなど、ズレたところがある。キョーちゃんに胸を揉まれ、最後は昇天して倒れていた。
円楽（声：島香裕）
馬と人間が合体したような特異生物で、にんじんを扇子の代わりに所持している。温厚に見えるが、お題（新作の駄洒落）と無関係のギャグを言ったとん平に対し「それでも芸人かこのカス!」と一蹴。また突如乱入し小便による水攻めで落語家たちを吹っ飛ばしたキョーちゃんに対し、自らもアソコを晒して反撃したが逆に返り討ちにあう。5代目三遊亭圓楽がモデル。
木久蔵（声：鈴木みえ）
頭にラーメンの丼を被っている。「カレーはかれえ」と言う駄洒落を披露し、観客とキョーちゃんを爆笑させるが、シンイチだけは笑わなかった。歌丸とは違って、とん平に対して何もしていなかったが、彼ともども、キョーちゃんの攻撃対象となる。林家木久扇がモデル。
歌丸（声：田口昂）
頭に鶴がついている。本人以上に口が悪い。「ハゲはハゲッツル」と言う駄洒落を披露し、観客とキョーちゃんを大爆笑させるが、シンイチだけは「全然ギャグとして成立してない」と辛口な評価をし、笑わなかった。とん平に毒舌を吐いたために、キョーちゃんの怒りに触れ、水攻めに遭った（生死に関しては不明）。桂歌丸がモデル。
とん平（声：山崎たくみ）
頭にウンコを載せており、額に「チャラ～ン」と書いてある。お題と関係の無い発言をして顰蹙を買う（シンイチだけは笑った）。会場が小便の海になった時は、よくわからない顔で小便の洪水の中で浮かんでいた。林家こん平がモデル。

## 主題歌
きょうふのキョーちゃん
作詞・作曲：倉本美津留／歌：篠原涼子
浜田雅功もコーラス（ツッコミ）で参加。当時、『週刊少年ジャンプ』で連載していた漫画『陣内流柔術武闘伝 真島クンすっとばす!!』（作/にわのまこと）では、主人公がこの歌をフルコーラスで歌うシーンがある。

## スタッフ
- 原作・演出・監督 - 松本人志
- アニメーター - 白石洋
- アニメーション制作 - TEAビデオセンター
- 製作著作 - フジテレビ